# 38. Infanterie-Division (Wehrmacht)
La 38. Infanterie-Division fu una divisione dell'esercito tedesco attiva durante la seconda guerra mondiale che venne creata nel 1942 e fu schierata lungo il Fronte Orientale, dove venne sciolta nell'ottobre 1943.

## Storia
Il 7 luglio 1942 fu ordinata la formazione della divisione e nel dicembre fu dislocata nel nord della Francia, dove fu utilizzata come forza di occupazione; nel gennaio 1943, la divisione fu rapidamente trasferita a Saint Nazaire per compiti di protezione costiera. Nel marzo 1943 la divisione venne impegnata sul fronte orientale e schierata sulla sponda occidentale del Donec, a sud-est di Sslavyansk, dove combatté nei mesi successivi fino a quando fu costretta alla ritirata verso la fine del 1943. La divisione si ritirò nel Dnepr attraverso Artemovsk, Konstantinovka e Pavlograd, tuttavia il 23 ottobre fu sciolta nell'Ucraina meridionale ed i suoi resti furono trasferiti nella 276. Infanterie-Division.

## Ordine di battaglia
- Infanterie-Regiment 108
- Infanterie-Regiment 112
- Artillerie-Regiment 138
- Pionier-Bataillon 138
- Panzerjäger-Abteilung 138
- Aufklärungs-Abteilung 138
- Infanterie-Divisions-Nachschubführer 138
- Infanterie-Divisions-Nachrichten-Abteilung 138[1]

## Decorazioni
Alcuni soldati della 38. Infanterie-division furono premiati per le loro azioni in guerra:
- Croce Tedesca:
  - in oro: 4
- Croce di Cavaliere della croce di ferro: 5
- Distintivo per combattimenti ravvicinati:
  - in bronzo: 1

## Comandanti
- Generalleutnant Friedrich-Georg Eberhardt (8 luglio 1942 - 25 agosto 1943)
- Generalmajor Knut Eberding (25 agosto 1943 - 14 novembre 1943)[1]